# Projekt 11540
Projekt 11540 Jastreb, jinak též třída Něustrašimyj, je třída raketových fregat vyvinutých pro sovětské námořnictvo v době studené války. Hlavním posláním těchto fregat bylo ničení ponorek, hladinových lodí a protivzdušná obrana floty či konvojů. Rozpad Sovětského svazu poznamenal stavební program této třídy, takže byly dosud dokončeny pouze dvě jednotky, přičemž u třetí není jasné, zdali někdy bude dokončena. Obě dokončené fregaty provozuje ruské námořnictvo.

## Stavba
Ještě v době Sovětského svazu byly v loděnicích Jantar v Kaliningradu rozestavěny první tři jednotky této třídy. V roce 1990 do služby vstoupila první jednotka Něustrašimyj, přičemž Něpristupnyj a Tuman zůstaly, pro nedostatek financí, dlouhá léta nedokončeny. Druhá jednotka Něpristupnyj byla 30. srpna 1995 přejmenována na Jaroslav Mudryj, ale kvůli nedostatku financí byla do služby zařazena teprve 21. června 2009, tedy plných 19 let po zahájení stavby. Třetí jednotka Tuman byla v listopadu 1998 spuštěna na vodu jen proto, aby uvolnila místo pro komerční stavbu obchodních lodí.
Jednotky projektu 11540:
| Jméno                             | Založení kýlu   | Spuštění na vodu | Dokončení         | Status                               |
| --------------------------------- | --------------- | ---------------- | ----------------- | ------------------------------------ |
| Něustrašimyj                      | 25. března 1987 | 25. května 1988  | 28. prosince 1990 | aktivní                              |
| Jaroslav Mudryj (ex Něpristupnyj) | 27. května 1988 | červen 1990      | 24. července 2009 | aktivní                              |
| Tuman                             | 1993            | 1998             |                   | stavba přerušena, další osud nejasný |

## Konstrukce

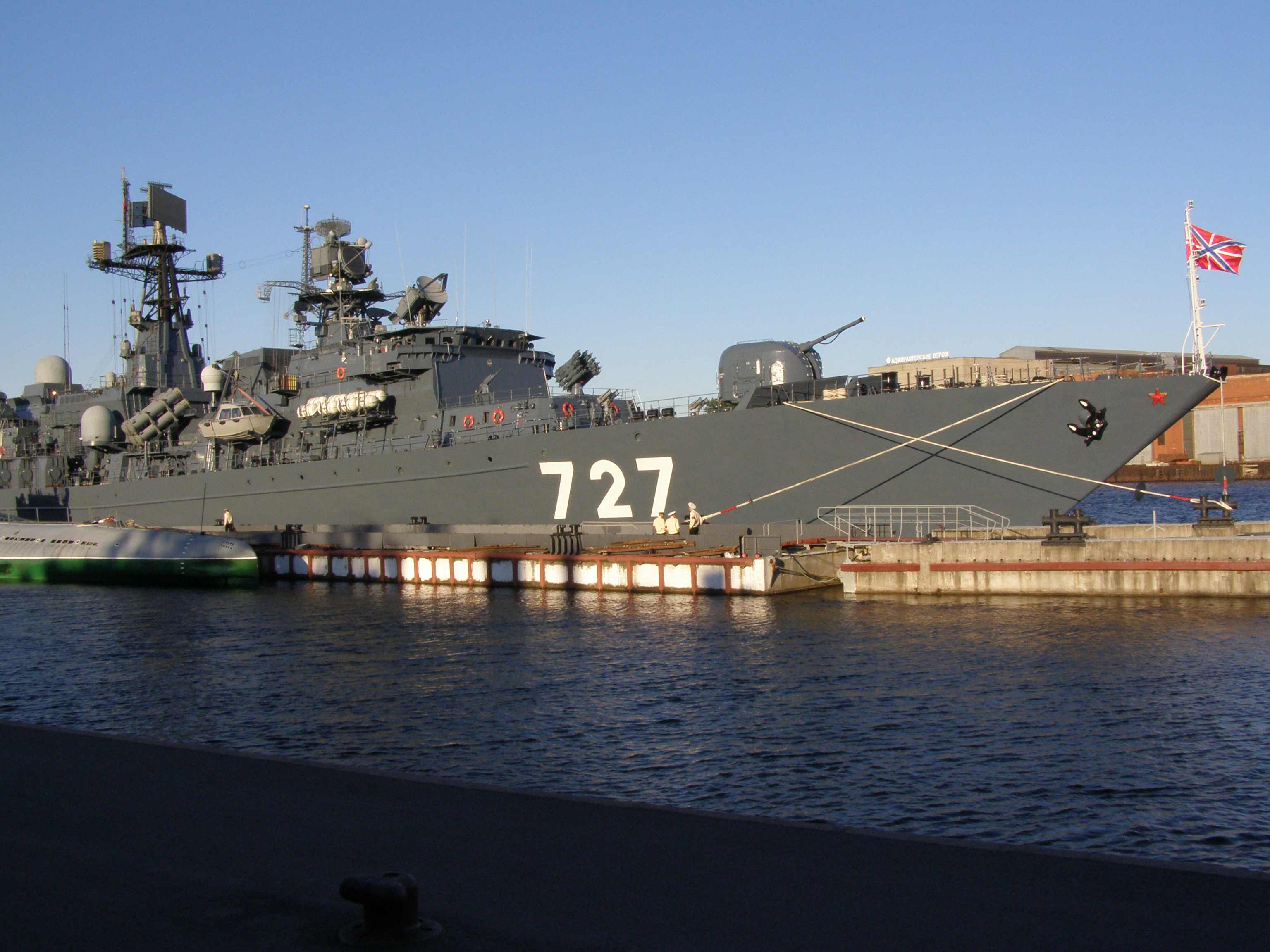
Jaroslav Mudryj

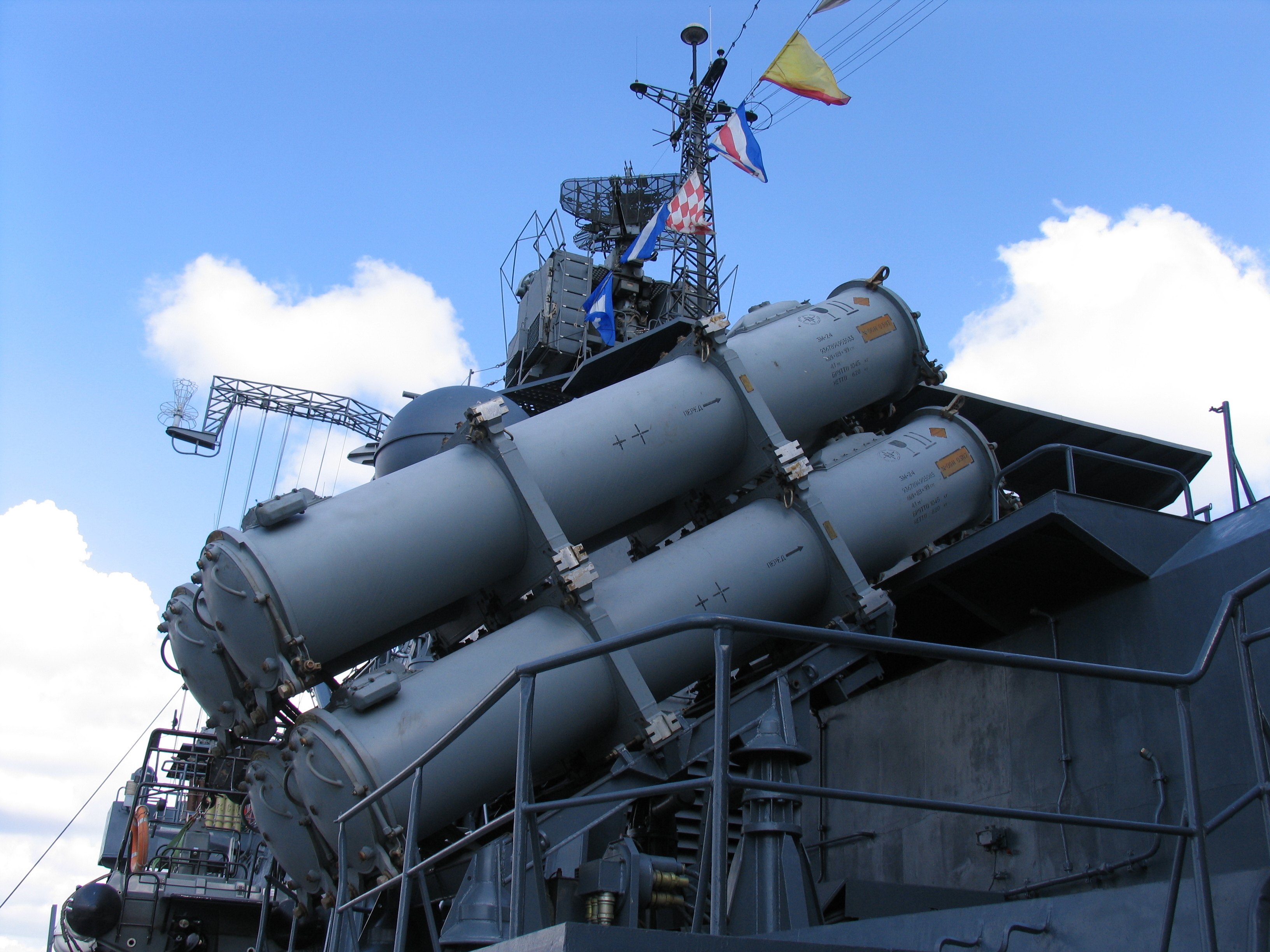
Protilodní střely Ch-35 na palubě fregaty Jaroslav Mudryj

Konstrukce třídy Něustrašimyj navázala na protiponorkové fregaty třídy Krivak. Hlavňovou výzbroj představuje 100mm lodní kanón AK-100 ve věži na přídi. K obraně proti vzdušným cílům slouží čtyři osminásobná vertikální vypouštěcí sila pro protiletadlové řízené střely SA-N-9 s dosahem 12 km. Blízkou obranu zajišťují dva hybridní systémy 3K87 Kortik, kombinující 30mm kanóny a řízené střely SA-N-11 (celkem čtyři kanóny a 64 střel). Na palubě se nacházejí též raketový vrhač hlubinných pum RBU-6000 a dva trojhlavňové 533mm torpédomety, ze kterých lze odpalovat střely Vodopad-NK (v kódu NATO SS-N-15). Na zádi je přistávací plošina a hangár pro uskladnění jednoho protiponorkového vrtulníku Kamov Ka-27. Fregata Jaroslav Mudryj nese rovněž osminásobné vypouštěcí kontejnery pro protilodní střely Ch-35.
Pohonný systém je koncepce COGAG. Pro plavbu cestovní rychlostí slouží dvě plynové turbíny, přičemž v bojové situaci se připojí ještě dvě hlavní turbíny. Lodní šrouby jsou dva. Nejvyšší rychlost dosahuje 30 uzlů.